# Baia del Quercetano

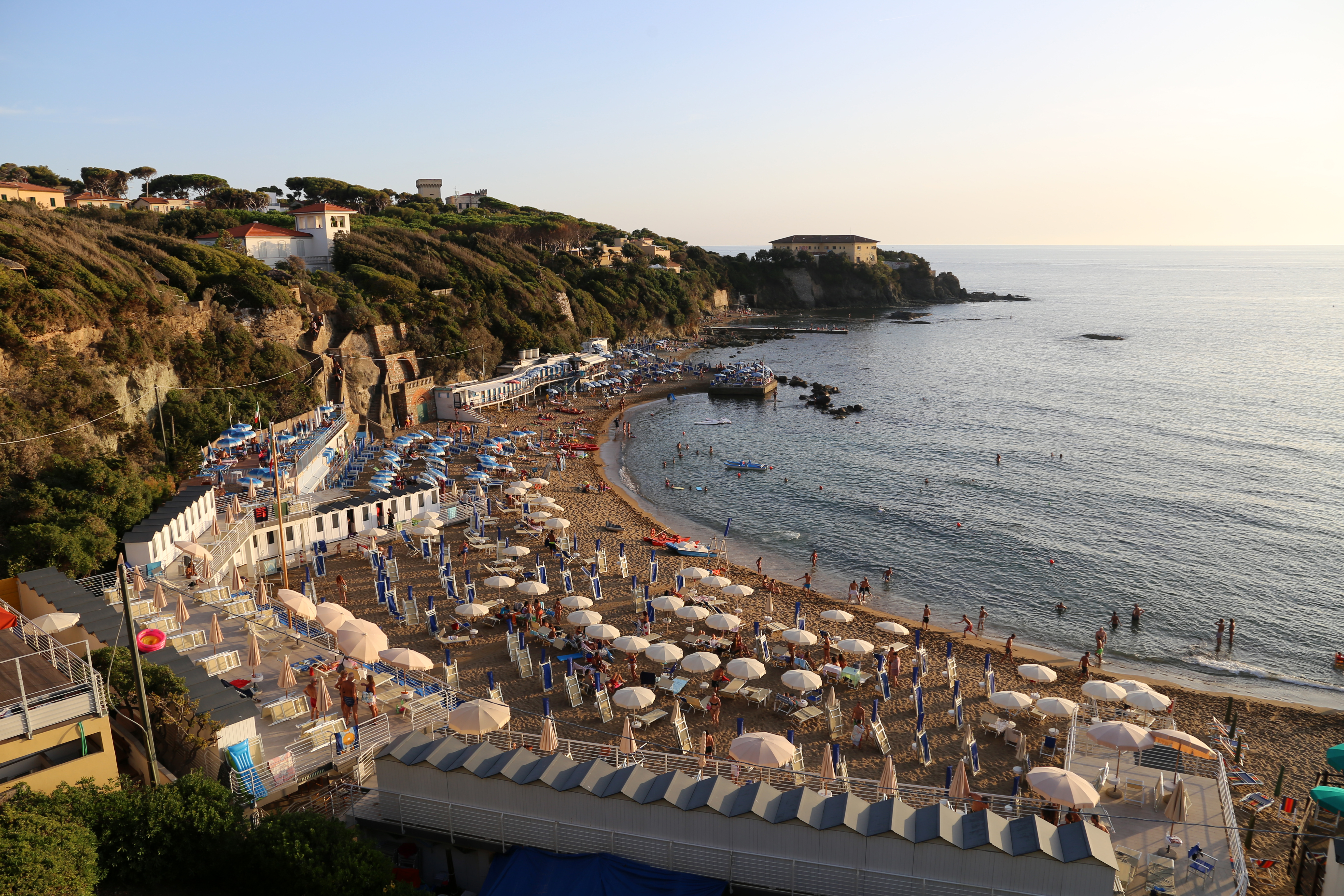
Baia del Quercetano

La baia del Quercetano è un tratto litoraneo che corrisponde alla porzione di territorio appartenente alla cittadina di Castiglioncello (LI), e compreso fra il ponte ferroviario antistante l'abitato di Castiglioncello a nord, la via Aurelia ad est e la punta Righini a sud, caratterizzata orograficamente dall'essere il tratto finale dei cosiddetti monti livornesi. Offre una bellissima spiaggia di sabbia a grana media di colore ambrato, incastonata fra due scogliere relativamente antropizzate e attrezzata durante i mesi estivi.